# Šandrovac
Šandrovac falu és község Horvátországban Belovár-Bilogora megyében.

## Fekvése, éghajlata
Belovár központjától légvonalban 15, közúton 20 km-re keletre fekszik. Északon, nyugaton és keleten a Bilo-hegység vonulatai és patakvölgyei, délen a Bedenička-patak határolják. Területére, Šandrovactól keletre esik a hegység Vis nevű csúcsa.

## A község települései
Közigazgatásilag Jasenik, Kašljavac, Lasovac, Lasovac Brdo, Pupelica és Ravneš települések tartoznak hozzá.

## Története
Šandrovac középkori településként való első írásos említése 1245-ben IV. Béla király oklevelében történt „Mosyna, Musyna” alakban, melyben Majs (Moys) mester somogyi főispán birtokának határáról rendelkezik. 1263-ban egy oklevél Musina várnépét említi. Ez időben itt már ispánsági vár állhatott. Szűz Mária titulusú plébániáját 1334-ben említik a zágrábi püspökséghez tartozó plébániák között „ecclesia beate Virginis de Mosina” néven. Ebben az évben került az itteni birtok Péter zágrábi főesperes és András nevű testvére birtokába. Ekkor „Mosina Superior” régi vára már használhatatlan állapotban volt, ezért új birtokosai a Mosonjica-patak melletti völgyben új várat építettek. A település régi neve ugyanekkor víznévként is feltűnik egy a közelében állt Szent Benedeknek szentelt templom említésénél „circa fluvium Mosyna” alakban. A várat és uradalmát 1406-ban a Péc nemzetség somogyi ágának tagja Berzenczei Lórándfi György kapja adományul. 1491-ben a birtok a Sándorfi család tulajdona lett. Ettől kezdve Sandrgrad, illetve Sandrovec néven is egyre inkább feltűnik. 1501-ben Péter nevű plébánosát „Petrus plebanus de Mosynya” néven említik Balázs és János nevű káplánjaival együtt. A közeledő török veszély hatására 1540-ben birtokosa „Sandrosz” várába 24 főnyi gyalogos őrséget helyezett el. A vár létezését 1572-ben még utoljára a neves humanista bölcseleti doktor és történetíró Zsámboky János is megerősíti. Nem sokkal ezután lerombolta a török. Lakossága elmenekült, ezután vidéke több évtizedig pusztaság volt.
Területe a 17. századtól népesült be, amikor a török által elpusztított, kihalt területre folyamatosan telepítették be a keresztény lakosságot. A falu azonban nem a régi helyén, hanem attól keletre települt újra. 1774-ben az első katonai felmérés térképén „Dorf Sandrovecz” néven találjuk. A település katonai közigazgatás idején a szentgyörgyvári ezredhez tartozott. 1792-ben Ferenc császártól vásártartási jogot kapott.
Lipszky János 1808-ban Budán kiadott repertóriumában „Sandorovecz” néven szerepel. Nagy Lajos 1829-ben kiadott művében „Sandorovecz” néven 81 házzal, 439 katolikus vallású lakossal találjuk.
A katonai közigazgatás megszüntetése után Magyar Királyságon belül Horvát–Szlavónország részeként, Belovár-Kőrös vármegye Belovári járásának része volt. 1857-ben 525, 1910-ben 1192 lakosa volt. Az 1910-es népszámlálás szerint a falu lakosságának 96%-a horvát anyanyelvű volt. 1918-ban az új Szerb-Horvát-Szlovén Királyság, majd később Jugoszlávia része lett. 1941 és 1945 között a németbarát Független Horvát Államhoz, majd a háború után a szocialista Jugoszláviához tartozott. 1991-től a független Horvátország része. 1991-ben lakosságának 96%-a horvát nemzetiségű volt. 2011-ben a településnek 710, a községnek összesen 1776 lakosa volt, akik főként mezőgazdasággal foglalkoztak.

## Lakossága
| Lakosság változása | Lakosság változása | Lakosság változása | Lakosság változása | Lakosság változása | Lakosság változása | Lakosság változása | Lakosság változása | Lakosság változása | Lakosság változása | Lakosság változása | Lakosság változása | Lakosság változása | Lakosság változása | Lakosság változása | Lakosság változása |
| ------------------ | ------------------ | ------------------ | ------------------ | ------------------ | ------------------ | ------------------ | ------------------ | ------------------ | ------------------ | ------------------ | ------------------ | ------------------ | ------------------ | ------------------ | ------------------ |
| 1857               | 1869               | 1880               | 1890               | 1900               | 1910               | 1921               | 1931               | 1948               | 1953               | 1961               | 1971               | 1981               | 1991               | 2001               | 2011               |
| 525                | 561                | 558                | 759                | 968                | 1.192              | 1.239              | 1.445              | 1.425              | 1.463              | 1.345              | 1.199              | 1.072              | 951                | 851                | 710                |

## Nevezetességei
- A Sarlós Boldogasszony tiszteletére szentelt római katolikus plébániatemploma[6] 1886-ban épült. Egyhajós épület, téglalap alaprajzú hajóval és félköríves szentéllyel, a sekrestyében működő deambulatoriummal és a nyugati homlokzat feletti harangtoronnyal. A hajó keresztboltozatos, a boltmezőket masszív oldalsó pillérekkel megtámasztott övek választják el. A kórus két hatalmas oszlopon nyugszik, amelyeket boltív köt össze. A külső falfelületeket pilaszterek tagolják félköríves záródású ablaknyílásokkal váltakozva. A templom építésének idejéből származó berendezés magában foglalja a szószéket, a Boldogságos Szűz Mária látogatása főoltárt, valamint a Szent Vid és a Háromkirályok tiszteletére szentelt két mellékoltárt és a keresztelőmedencét. A templom 1886-ban épült, a historizmus jegyeit viseli megán. Oton Iveković 1904-ben készített falfestményei díszítik.
- A falu nyugati bejáratánál a Veliko Trojstvora vezető út mellett száz méterre délre levő Gradište nevű helyen, a Šandrovačka-patak közelében állt egykor Šandrgrad, azaz Sándorvár. A helyet egykori tulajdonosáról Hajtićev stolnak is nevezik. Itt még ma is látszanak az egykori sáncok és árkok nyomai, bár a mezőgazdasági művelés csaknem eltüntette őket. Ivan Barešić belovári régiséggyűjtő ezen a helyen már korábban is számos cseréptöredéket talált. A vár a 14. században épült és a 16. században a török háborúk idején pusztult el.
- A helyiek szerint Hajtićev stoltól mintegy 300 méterre északkeletre, az út túloldalán emelkedő Okop nevű magaslaton a középkorban templom állt, míg Hajtićev stoltól mintegy 300 méterre északnyugatra egy másik vár is volt. Talán ez lehetett a 13. századi forrásokban már említett Musina vára, melyet a 14. században rossz állapota miatt elhagytak.

## Kultúra
Šandrovac kulturális és művészeti egyesületét a 20. század közepén „Seljačka sloga” néven alapították. 1985-ben neve „Aktiv žena” lett. A délszláv háború idején működése szünetelt, majd KUD Šandrovac néven alakították újjá. Célja a Bilo-hegység és térsége gazdag hagyományainak ápolása, a népszokások, táncok és énekek megőrzése, bemutatása.

## Sport
- Az ONK Šandrovacot a település labdarúgóklubját 1983-ban „Metalprodukt” néven alapították. Mai nevét 2014 óta viseli.
- A „Gradina” sporthorgász egyesület összesen 1,3 hektárnyi területen, négy halastavon működik.

## Egyesületek
- Šandrovac önkéntes tűzoltóegyletét 1928-ban alapították. 1998-ban a község hat önkéntes tűzoltóegylete a községi tűzoltóegyletben egyesült. Az egyesületnek ma 155 tagja van.
- A LANE vadásztársaságot 1996-ban alapították.
- A „Šašnjevac” szőlész és borászegyesület 2011-ben alakult 10 taggal. Az egyesület minden év augusztus 20 utáni vasárnap rendezi meg a Šašnjevac-napot. Ma 30 tagja van.
- A Šandrovac szőlész, borász és gyümölcstermesztő egyesület 2004 óta működik, 74 tagja van.
- A honvédő háború veteránjainak egyesületét 2014-ben alapították, ma 54 tagja van.
- A šandrovaci nyugdíjasegylet 2001-ben alakult. Alapítása óta 296 tagja volt. Énekkarát 2007-ben alapították.